# Torture Division
Torture Division var ett death metal-band från Örebro, Stockholm och Karlstad, Sverige, som bildades 2007. De  har släppt sin musik enligt en trilogiprincip. Deras första trilogi spelades in och släpptes under 2008. I den andra trilogin har Evighetens dårar I,  II och III släppts gratis på bandets webbplats, liksom all deras musik. Bandet lades ner i december 2014.

## Historia
Gruppen spelade in sin första demo, With Endless Wrath, mellan december 2007 och januari 2008. Efter tre månader spelade de in sin andra demo, We Bring Upon Thee,  mellan april och maj, 2008. Den tredje demon, Our Infernal Torture, spelades in mellan november och december, 2008. Gruppen har även släppt en jul-singel, Suffer the Shitmass, vilken spelades in under samma inspelningssessioner som Our Infernal Torture. Samlingsalbumet, With Endless Wrath We Bring Upon Thee Our Infernal Torture, gavs ut i februari 2009.
I en andra trilogi släpptes, Evighetens dårar I, II och III. Även dessa gavs ut som ett samlingsalbum, Evighetens dårar, av Abyss Records. I mars 2011 släpptes den åttonde EP:n, Through the Eyes of a Dead, för fri nedladdning även den.
Bandets låttexter handlar om död, gore och tortyr.

## Gratis distribution av musiken
Torture Division är en av få musikgrupper som släpper sina musikverk gratis. Gruppen lägger upp alla sina låtar på sin hemsida för fri nerladdning. Torture Division uppmuntrar aktivt sina fans att ladda ner gruppens omslag och låtar och bränna ut sångerna på CD-skiva med respektive omslag för att sedan distribuera eller sälja till fansens vänner. Torture Division uppmuntrar även skivbolag och distributörer att sälja deras album, så länge som de informerar gruppen om sina avsikter och hur stor försäljning är.

## Medlemmar
Senaste medlemmar
- Lord K. Philipson – gitarr (The Project Hate MCMXCIX, ex-Dark Funeral, ex-God Among Insects, ex-House of Usher, ex-Leukemia, ex-Misery, ex-Odyssey, ex-Habitat m.fl.) (2007–2014)
- Jörgen Sandström – sång, basgitarr (ex-Grave, The Project Hate MCMXCIX, Krux, ex-Vicious Art, ex-Entombed, ex-Death Breath m.fl.) (2007–2014)
- Tobias Gustafsson – trummor (ex-Syrus, ex-Bay Laurel, ex-God Among Insects, ex-Vomitory, ex-Timothy Griffiths’ Psychedelic Sunrise m.fl.) (2007–2014)

Turnerande medlem
- Björte (Andreas Björnson) – sång, basgitarr (2014)

## Diskografi
Demo
- 2008: With Endless Wrath
- 2008: We Bring Upon Thee
- 2008: Our Infernal Torture
- 2009: Evighetens dårar I
- 2010: Evighetens dårar II
- 2010: Evighetens dårar III
- 2011: Through the Eyes of a Dead
- 2012: Satan, sprit och våld
- 2013: The Worship
- 2013: The Sacrifice
- 2014: The Reaping

Singlar
- 2008: "Suffer the Shitmass"

Samlingsalbum
- 2009: With Endless Wrath We Bring Upon Thee Our Infernal Torture
- 2010: Evighetens dårar
- 2013: The Army of Three

Annat
- 2013: Paddling The Pink Canoe In A River Of Blood/Partners In Grind (delad singel med Bent Sea)